# Orion International
Orion International (ранее Orion Bus Industries или Ontario Bus Industries) — канадский производитель автобусов.

## История компании
Компания основана в 1975 году правительством Онтарио под названием «Ontario Bus Industries».
В 1982 году компания открыла свой второй завод в штате Нью-Йорк.
В 1988 году компания первой среди производителей автобусов начала выпуск автобусов с двигателями, работающими на сжатом природном газе (CNG) и сжиженном нефтяном газе (LPG).
В начале 1990-х годов компания начала разработки гибридных технологий.
В июле 2000 года Orion Bus Industries был приобретён корпорацией DaimlerChrysler.

## Продукция

### Снятые с производства
- Orion I — «Citycruiser» 1976—1993. Выпускался с дизельным и CNG двигателем.
- Orion II — «Community bus» 1984—2003. Выпускался с дизельным и CNG двигателем.
- Orion III (Икарус-286) — 1985—1988.
- Orion IV — «People Mover» 1985—1989. Выпускался с дизельным и LPG двигателем.
- Orion VI — 1996—2001. Выпускался с дизельным, CNG и LPG двигателями.

### Текущее производство
- Orion V standard floor — с 1989 года. Выпускается с дизельным и CNG двигателем.
- Orion VII — с 2001 года. Выпускается с дизельным, CNG двигателем, и гибридной версии.

## Гибридные автобусы

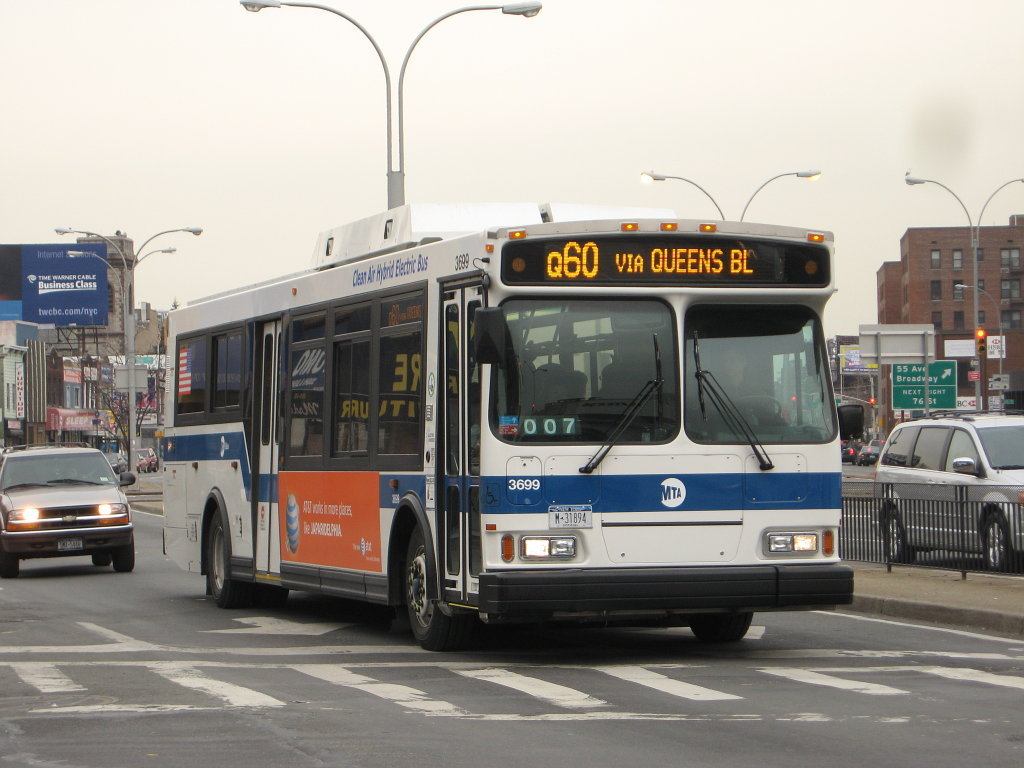
Гибридный автобус Orion VII

Гибридная схема автобуса разработана совместно с британской компанией BAE Systems.
На автобусе установлен дизельный двигатель Cummins объёмом 5,9 литра и мощностью 260 л. с. (194 кВт), автомобильный генератор 120 кВт, электродвигатель мощностью 250 л. с. (186 кВт).
Гибридный Orion VII потребляет топлива на 25—35 % меньше по сравнению с обычными автобусами. Выхлопы оксидов азота сокращены на 40 %, выхлопы парниковых газов — на 30 %, выхлопы аэрозольных частиц — на 90 %.
К сентябрю 2009 года компания произвела 2200 гибридных автобусов. Крупнейший автопарк гибридных автобусов Orion VII эксплуатируется в Нью-Йорке (1250 штук).